# Pobjeda (Snischne)
Pobjeda (ukrainisch Побєда; russisch Победа/Pobeda) ist eine Siedlung städtischen Typs im Osten der Ukraine in der Oblast Donezk mit etwa 500 Einwohnern.

## Geographie
Die Siedlung städtischen Typs liegt im Donezbecken, etwa 67 Kilometer östlich vom Oblastzentrum Donezk und 6 Kilometer südöstlich vom Stadtzentrum von Snischne, zu dessen Stadtkreis sie zählt, entfernt.
Der Ort liegt innerhalb der Stadt Snischne in der Siedlungsratsgemeinde Perwomajskyj (2 Kilometer südwestlich gelegen), durch den Ort fließt der Fluss Wilchowtschyk (Вільховчик) in südliche Richtung.

## Geschichte
Pobjeda erhielt 1957 den Status einer Siedlung städtischen Typs und ist seit Sommer 2014 im Verlauf des Ukrainekrieges durch Separatisten der Volksrepublik Donezk besetzt.